# Bacopa lecomtei
Bacopa lecomtei är en grobladsväxtart som beskrevs av Bonati. Bacopa lecomtei ingår i släktet tjockbladssläktet, och familjen grobladsväxter. Inga underarter finns listade i Catalogue of Life.